# Patrick Wieland

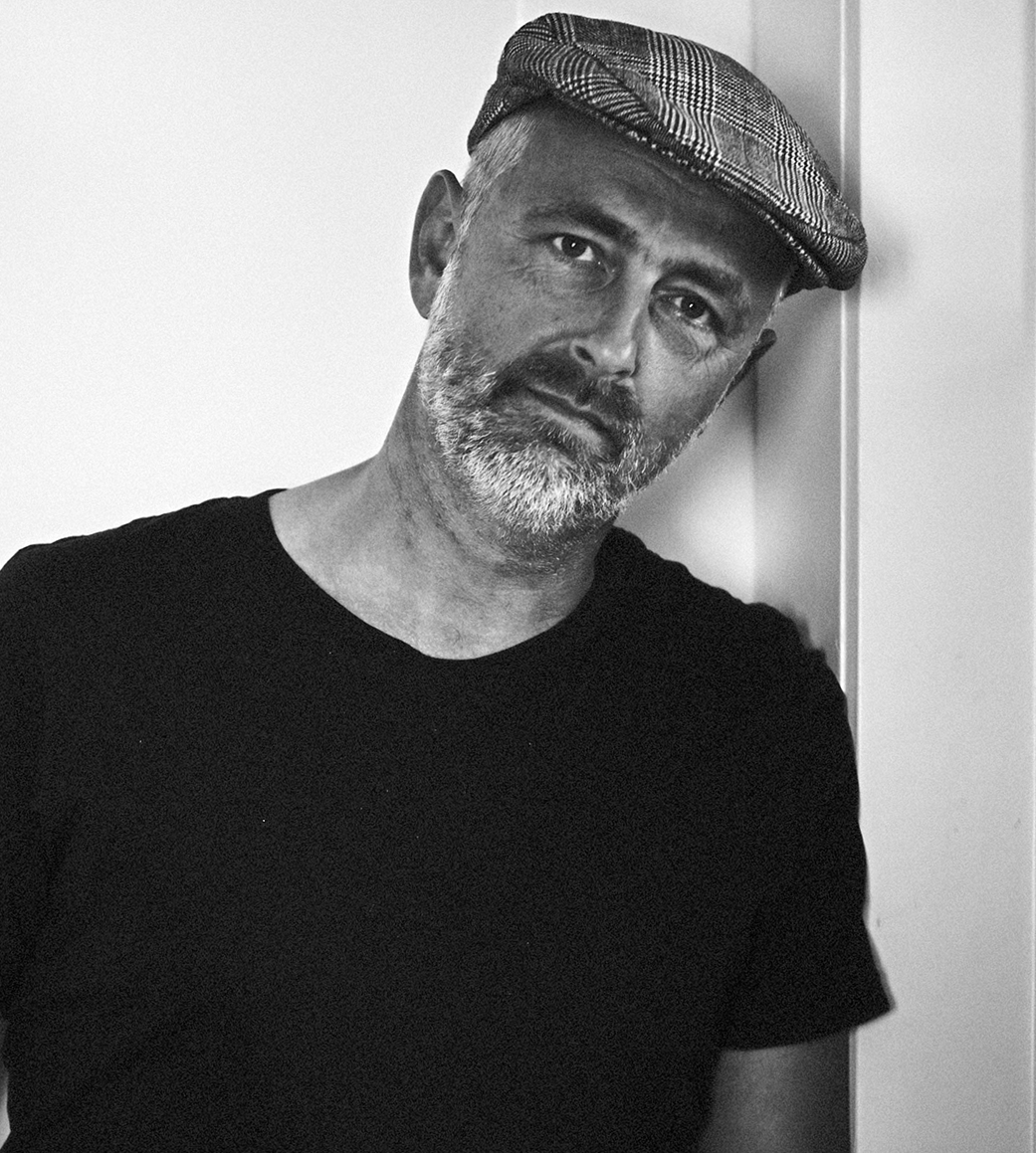
Patrick Wieland alias Weeland

Patrick Wieland (* 24. März 1969) ist ein deutscher Gitarrist, Songwriter und Produzent.

## Karriere
Wieland veröffentlichte unter dem Signet weeland zwei Alben.
Als Gitarrist ist er auch für andere Künstler in Erscheinung getreten. So kann man ihn auf dem Album Fornika von Die Fantastischen Vier auf diversen Titeln hören.
Auch Künstler wie Glenn Hughes, Die Happy, Max Herre, Joy Denalane, Andreas Kümmert, Rolf Stahlhofen, Monrose, Flo Mega, Andrew Roachford, Laith al deen, Tom Gaebel, Cro, Stefanie Heinzmann, Coby Grant oder Seven, Cosmo Klein arbeiteten mit dem Musiker live oder im Studio. Seit 2012 ist Wieland auch Gitarrist der TV-Band der Casting-Show The Voice of Germany. Im Jahre 2012 beschloss Wieland, eine eigene Konzertreihe ins Leben zu rufen, bei der er vorzugsweise Sängerinnen als Gäste einlädt. Diese Konzertreihe nennt sich Gästeliste / Gästetreffen.

## Diskographie (Auszug)
- 2023: Life back home, Cosmo Klein & the Campers (Gitarre)
- 2023: Bleeding love, Weeland feat. Andreas Kümmert, Richard Farrell (Komponist, Gitarre, Bass)
- 2023: Keep your light shining, Weeland (Komponist, Produzent, Gitarre, Bass, Wurlitzer-Piano; feat. Christina Barrett)
- 2022: Männer weinen auch, Flo Mega (Komponist)
- 2022: Wieland Blues (I still love you), Rislane and the lovers (Komponist)
- 2020: Leave it to your heart, Rislane and the lovers (Komponist)
- 2020: Let go of me, Coby Grant (Komponist)
- 2019: Ferddich, Flo Mega (Komponist)
- 2018: Perfect day, Tom Gaebel (Gitarre)
- 2017: tru, Cro (Gitarre)
- 2015: für Hilde, Flo Mega (Gitarre)
- 2016: Marlboro Mann, Flo Mega (Gitarre, Komponist)
- 2015: Here I am, Andreas Kümmert (Gitarre)
- 2014: Zu Fuss, Celina Bostic (Hornarrangement)
- 2011: The golden sessions, weeland & the urban soul collective (Produktion, Komposition und Text)
- 2008: VI, Die Happy (Gitarre)
- 2007: Ernten was wir säen, Die Fantastischen Vier (Gitarre)
- 2007: Fornika, Die Fantastischen Vier (Gitarre)
- 2007: you got rhythm too, raw artistic soul (Gitarre)
- 2006: Nachhaus Zurück, weeland (Produktion, Komposition und Text)
- 2005: Four and more unplugged, Die Happy (Gitarre)
- 2004: 10-live and alive DVD, Die Happy (Gitarre)
- 2002: Ich und Elaine, 2raumwohnung (Gitarre)
- 2002: Hoping (Naughty’s Couture), Louis Austin (Gitarre)